# Wołowa (dopływ Gardominki)
Wołowa – struga w północno-zachodniej Polsce, w woj. zachodniopomorskim; prawobrzeżny dopływ rzeki Gardominki.
Wołowa bierze swoje źródło na południe od wsi Mechowo w gminie Płoty, następnie przepływa przez zbiornik wodny we wsi i jej wschodnią część. Płynie w kierunku północno-wschodnim do Waniorowa, gdzie płynie na północ. Uchodzi do Gardominki od prawego brzegu.
Nazwa Wołowa została wprowadzona w 1948 roku.